# Erebomorpha consors
Erebomorpha consors är en fjärilsart som beskrevs av Butler 1878. Erebomorpha consors ingår i släktet Erebomorpha och familjen mätare. Inga underarter finns listade i Catalogue of Life.